# Razernij (boek)
Razernij (Rage) is een boek uit 1977 van de Amerikaanse schrijver Stephen King, dat hij uitbracht onder het pseudoniem Richard Bachman. Het verscheen tevens in de bundel 4 x Stephen King (The Bachman Books). Het verhaal gaat over een scholier die zijn klas in gijzeling neemt. King heeft aangegeven dat het boek geïnspireerd werd door zijn eigen moeilijke tijd op de middelbare school.

## Het verhaal
Charles Everett Decker (Charlie) is een scholier aan de High School van het fictieve plaatsje Placerville, Maine. Hij wordt uit de wiskundeles opgeroepen door de rector meneer Denver, die een incident wil bespreken dat twee maanden eerder plaatsvond. Hij had hierbij zijn scheikundeleraar Carlson bijna doodgeslagen met een schroefsleutel, en mocht slechts op school blijven na zijn excuses te hebben aangeboden en onder voorwaarde dat de schoolpsycholoog hem zou begeleiden. Charlie gedraagt zich echter zeer provocerend en beledigt de rector. Deze verwijdert Charlie van school, waarop Charlie een pistool uit zijn opbergkluisje haalt en vervolgens de inhoud van het kluisje in brand steekt. Terwijl de rook omhoogkringelt keert Charlie terug naar zijn klas en schiet de wiskundelerares Jean Underwood dood. Het brandalarm gaat inmiddels af, en wanneer een andere leraar de klas wil evacueren verwondt Charlie hem ook dodelijk. Charlie neemt plaats in de leraarstoel en houdt zijn gegijzelde klasgenoten onder schot, terwijl de brandweer, politie en media arriveren.
Een gesprek ontspint zich tussen Charlie en zijn klasgenoten. Charlie geeft toe dat hij geen idee heeft waarom hij dit doet, en dat hij er wellicht later spijt van zal krijgen. De klasgenoten beginnen uiteindelijk tekenen van het stockholmsyndroom te vertonen: ze keuren Charlies acties min of meer goed. De politiechef en de schoolpsycholoog proberen met Charlie te praten, maar hij vernedert ze en speelt spelletjes met ze onder dreiging bij een verkeerd antwoord een leerling dood te schieten. Ondertussen verandert hij zijn klas in een soort therapeutische praatgroep, waarin iedereen (inclusief hijzelf) allerlei intieme geheimen opbiecht. Via deze verhalen en flashbacks blijkt dat Charlie een zeer moeilijke jeugd heeft gehad, waarin hij voortdurend is mishandeld door zijn vader. Gewelddadigheid is hem met de paplepel ingegoten, en heeft wellicht ertoe geleid dat hij op sommige momenten zijn zelfbeheersing volledig verliest. Ondertussen vindt ook een hevige ruzie tussen twee meisjes in de klas plaats, en probeert een sluipschutter Charlie neer te schieten (de kogel ketst af op een hangslot in zijn borstzak). Charlie geeft nu ook aan dat wie weg wil weg mag, en een van de meisjes gaat naar de wc en keert vrijwillig in de klas terug.
Een klasgenoot, Ted Jones, blijft de gijzeling afkeuren en wil daadwerkelijk weg. Hij is de "stoerste jongen van de klas", goed in zowel sport als schoolvakken, populair bij de meisjes, en geliefd bij leraren. Kortom, de ideale leerlingenvertegenwoordiger. Ted heeft echter ook wat eigen geheimpjes, die zijn vrienden en ex-vriendinnetje aan Charlie en de hele klas opbiechten. Ted wil nu weg, maar de gehele klas, inclusief zijn voormalige vrienden, storten zich op hem en vallen hem aan. Hierna beëindigt Charlie de gijzeling en de klas vertrekt, terwijl Ted in een catatone toestand achterblijft.
Charlie wordt neergeschoten en gearresteerd, maar ontoerekeningsvatbaar verklaard. Hij moet in een inrichting blijven tot hij geen bedreiging voor de maatschappij meer is. Ted verblijft eveneens in een inrichting, nog steeds catatoon, en met tekenen van lichte achteruitgang. Zijn geneesheer vraagt zich verwonderd af wat er nou toch precies in die klas is gebeurd, achter de gesloten gordijnen. Het boek eindigt met de mededeling van Charlie: "Ik moet het licht nu uitdoen. Goedenacht."

## Incidenten
Het boek vertoont gelijkenissen met ten minste vier latere schiet- en gijzelingsincidenten op Amerikaanse middelbare scholen. Bij een aantal van deze incidenten is bij de dader het boek aangetroffen.
- Jeffrey Lyne Cox gijzelde op 26 april 1988 een groep van 60 leerlingen ongeveer 30 minuten lang in zijn school, San Gabriel High School in San Gabriel, California, met behulp van een halfautomatisch geweer.[2] De dader liet zich onder andere door een eerdere vliegtuigkaping op 5 april dat jaar, en door het boek Rage inspireren, en zou dit voorafgaand aan de gijzeling telkens opnieuw hebben gelezen.[3]
- Jackson County High School in McKee, Kentucky, 18 september 1989: een schoolklas wordt 9 uur lang gegijzeld door een leerling, waarna hij hen laat gaan. In het kluisje van de leerling is een exemplaar van Rage aangetroffen.[4]
- Carter High School in Grayson, Kentucky, 18 januari 1993: een scholier neemt zijn school klas in gijzeling en doodt een lerares en een conciërge. Bovendien stelt hij vragen die ook in het boek voorkomen. De dader beweerde Rage pas nadien te hebben gelezen.[5]
- Frontier Junior High School in Moses Lake, Washington, 2 februari 1996. een scholier gijzelt zijn schoolklas en doodt daarbij twee leerlingen en een leraar. De dader bezat eveneens een exemplaar van Rage en zou zinnen uit het boek hebben geciteerd.[6]
- Heath High School bij Paducah, Kentucky. De 14-jarige Michael Carneal opent het vuur op biddende scholieren, wat leidt tot drie doden en vijf gewonden. Carneal bezat eveneens een exemplaar van Rage. Voor King was dit incident de druppel en hij vroeg zijn uitgever het boek niet meer te publiceren.[7]

Deze incidenten, vooral de schietpartij bij de Heath High School, hebben King zodanig verontrust, dat hij zijn uitgever gevraagd heeft het boek niet langer te publiceren. Ook The Bachman Books wordt inmiddels niet langer meer gepubliceerd. King meent dat enerzijds dat een schrijver niet moet worden verboden hun eigen (met geweld doordrenkte) cultuur of achtergrond in hun werk te verwerken, maar erkent anderzijds de verantwoordelijkheid voor de invloed van het geschreven woord op bepaalde individuen die al labiel zijn. Zelf legt hij tevens een link naar de volgens hem met geweld doordrenkte Amerikaanse cultuur.
Het boek is alleen nog in bibliotheken en tweedehandsboekwinkels verkrijgbaar.